# Запис липа (Мириловац)
Запис липа (Мириловац) се налази на парцели чији је власник Општина Параћин.

## Локација
| Општина             | Параћин                                                          |
| Катастарска општина | Мириловац                                                        |
| Потес               | Село                                                             |
| Координате          | 43° 50′ 16″ С; 21° 29′ 00″ И / 43.837899999999998° С; 21.4833° И |
| Надморска висина    | 238m                                                             |

## Карактеристике
Дендрометријске вредности утврђене на терену и сателитским снимцима:
| Стабло                     | Липа |
| Висина стабла              | m    |
| Обим дебла                 | m    |
| Пречник крошње             | 11m  |
| Пречник дебла              | m    |
| Висина дебла до прве гране | m    |

## База записа
Запис је у оквиру Викимедија пројекта "Запис - Свето дрво" заведен под редним бројем 0318.